# 15 km (obwód leningradzki)
15 km (ros. 15 км) – przystanek kolejowy w miejscowości Wyndin Ostrow, w rejonie wołchowskim, w obwodzie leningradzkim, w Rosji. Położony jest na linii Wołchow – Czudowo.